# Coelacanthidae
Coelacanthidae — вимерла родина лопатеперих риб ряду Целакантоподібні (Coelacanthiformes). Родина виникла у пермському періоді (близько 300 млн років тому) і поступово зникла у юрському періоді (150 млн років). Скам'янілі рештки знаходять по всьому світі.

## Роди
- Coelacanthus
- Axelia
- Ticinepomis
- Wimania
- Indocoelacanthus

Сучасний рід Latimeria часто помилково відносять до цієї родини, але, по суті, він знаходиться в більш прогресивній родині Latimeriidae, що з'явилася у тріасі.

## Ресурси Інтернету
- Coelacanthiformes